# Мирошниченко, Виктор Петрович

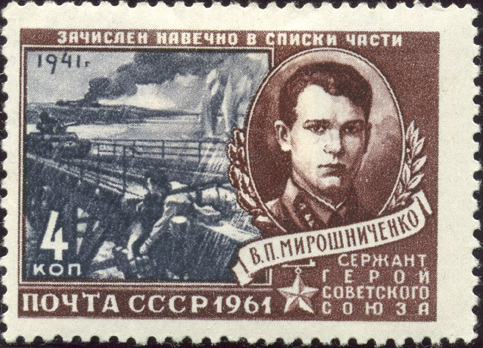
Почтовая марка СССР, 1961 год.

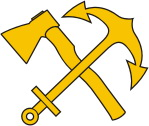
Петличная эмблема железнодорожных войск ВС СССР образца 1936 года.

Виктор Петрович Мирошниченко (2 [15] ноября 1917, станция Ланная, Полтавская губерния, Российская республика — 9 октября 1941, Рогнединский район, Орловская область или 21 ноября 1943 года, шталаг № 367, Ченстохау) — участник Великой Отечественной войны, командир отделения 76-го отдельного строительного путевого железнодорожного батальона (Западный фронт), сержант, Герой Советского Союза (1942 год).

## Биография
Родился 2 (15) ноября 1917 год на станции Ланная ныне Карловского района Полтавской области в семье рабочего-железнодорожника. Украинец . Учился в Ланновской неполной средней школе. В 30-х годах XX века семья переехала в село Артёмовка. Подростком переехал с семьёй в Мерефу Харьковской области.
Окончил школу-семилетку в городе Мерефа, школу ФЗУ. Жил в городе Мерефа Харьковской области, затем в городе Красный Луч Ворошиловградской области, работал на железнодорожном транспорте, токарь на Харьковском паровозоремонтном заводе.
В Красной Армии с 1938 года. В 1939 году окончил школу младших командиров, присвоено звание «сержант» и он возглавил отделение железнодорожного батальона на Дальнем Востоке. Участник Великой Отечественной войны с июня 1941 года. Командир отделения, комсомолец, сержант Мирошниченко возглавил группу подрывников для уничтожения в тылу противника моста близ железнодорожной станции Снопоть на линии Рославль—Фаянсовая (ныне в Рогнединском районе Брянской области). 9 октября 1941 года в бою с немецкой охраной моста остался в живых один; будучи раненным, подполз к заряду и поджег бикфордов шнур. Ценой жизни взорвал мост, нарушив важную коммуникацию врага. Существует и другая версия событий: 4 октября 1941 года на подступах к Туле шли ожесточённые бои. Мост через реку Снопоть прикрывал пулемётный расчёт под командованием сержанта Мирошниченко. Ему была поставлена задача — как можно дольше задержать противника, а потом мост взорвать. Во время ожесточенного боя бойцы пулемётного расчёта погибли. Мирошниченко остался один. Он был ранен, но продолжал вести огонь по наступающему врагу. Однако силы были неравны, и Мирошниченко решил взорвать мост. Но в ходе боя были перебиты шнуры, ведущие к заминированному мосту. Мирошниченко не растерялся. Превозмогая боль, он подполз к бикфордову шнуру и поджёг его концы.
Отдельным Указом Президиума Верховного Совета СССР «О присвоении звания Героя Советского Союза сержанту Мирошниченко Виктору Петровичу» от 22 июля 1942 года за «образцовое выполнение боевых заданий командования на фронте борьбы с немецкими захватчиками и проявленные при этом отвагу и геройство» удостоен звания Героя Советского Союза.
Согласно официальной версии Виктор Мирошниченко погиб при подрыве моста и был похоронен на железнодорожной станции Снопоть (в Рогнединском районе Брянской области). Согласно документам ОБД «Мемориал» был тяжело ранен и попал в плен. 
Умер 21 декабря 1943 года в шталаге № 367. Похоронен в Польше, в городе Ченстохова на кладбище Куле.

## Память

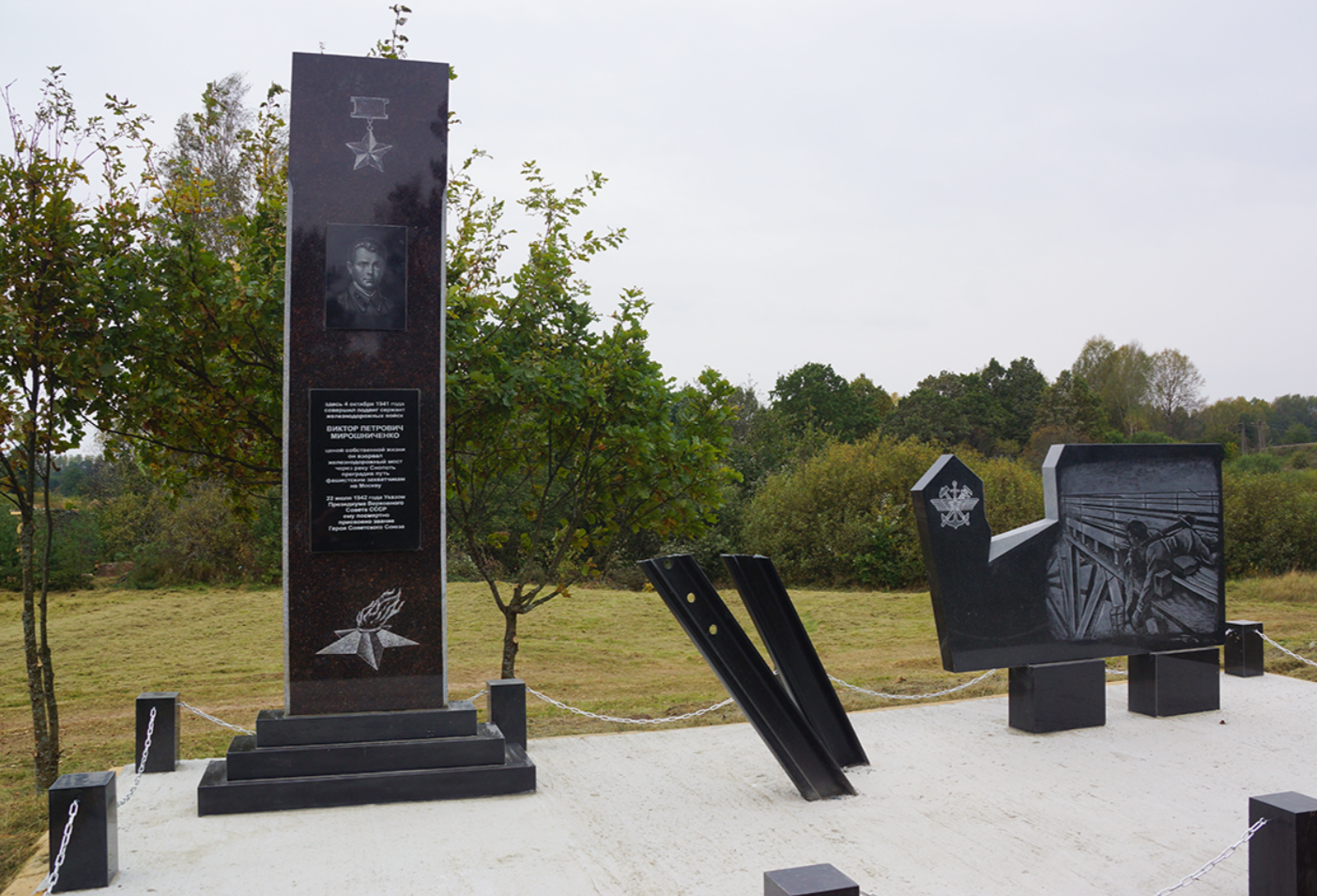
Памятник Виктору Мирошниченко. Рогнединский район, Брянская область.

- Приказом Министра Вооруженных Сил СССР сержант В. П. Мирошниченко навечно зачислен в списки отдельного строительного путевого железнодорожного батальона.
- Имя Героя присвоено железнодорожному разъезду Тунгала Восточного участка БАМа[6].
- В посёлке Алонка установлен памятник В. П. Мирошниченко, в сооружении которого участвовали воины-железнодорожники[6].
- В Тынде Мирошниченко установлен бюст[6].
- В городе Мерефе есть улица Мирошниченко.
- В городе Минске есть улица Мирошниченко.
- Мерефянская средняя школа № 5 носит имя Героя с 1987 года. Сейчас это учебное заведение называется: Мерефянский лицей имени Героя Советского Союза В. П. Мирошниченко Харьковского районного совета Харьковской области. (Материал уточнён руководителем школьного музея Н. А. Криворотенко).
- Также его именем названа улица в посёлке Артёмовка Харьковской области.
- Имя Мирошниченко носит МОУ лицей № 1 города Морозовска Ростовской области. Здание лицея было построено в 1952 году железнодорожной воинской частью, в которой служил Герой Советского Союза Виктор Петрович Мирошниченко[7].
- Имя Мирошниченко носит юнармейский отряд, сформированный из старшеклассников Серковской средней в Щелковском районе Московской области[8].
- В городе Невинномысск Ставропольского края в 2017 году на территории войсковой части № 98542 был установлен бюст героя Советского Союза В. П. Мирошниченко
- В городе Партизанске в 1988 году открыт памятник Виктору Мирошниченко на одноимённой улице.
- В городе Конотопе Сумской области на территории воинской части Т0210 установлен бюст Мирошниченко.
- В городе Красноярске памятник Герою Советского Союза перенесли в Октябрьский район на улицу, названную его именем. Прежде памятник находился на территории войсковой части № 83015 в Железнодорожном районе Красноярска. Решение о переносе памятника было обусловлено переездом войсковой части № 83015 в Абакан и переформированием её в структурное подразделение пятой отдельной железнодорожной бригады.
- В городе Смоленске на территории воинской части № 33149 установлен памятник Мирошниченко.
- В посёлке Центральный Володарского района Нижегородской области в честь героя названа улица.
- В декабре 2017 года открыт бюст Виктору Мирошниченко на территории железнодорожного соединения Восточного военного округа в Амурской области.
- В Брянской области в 2017 году открыт мемориальный комплекс, увековечивающий память Героя Советского Союза Виктора Мирошниченко[9].
- В июле 2018 года памятник открыт на территории отдельного железнодорожного батальона механизации, дислоцированного в Удмуртии[10].
- 5 октября 2017 года в Рогнединском районе Брянской области памятник Виктору Мирошниченко[11].

## Награды
- Звание Героя Советского Союза присвоено 22 июля 1942 года (посмертно).
- Награждён орденами Ленина и Красного Знамени.